# Incendiul Brașovului din 1689

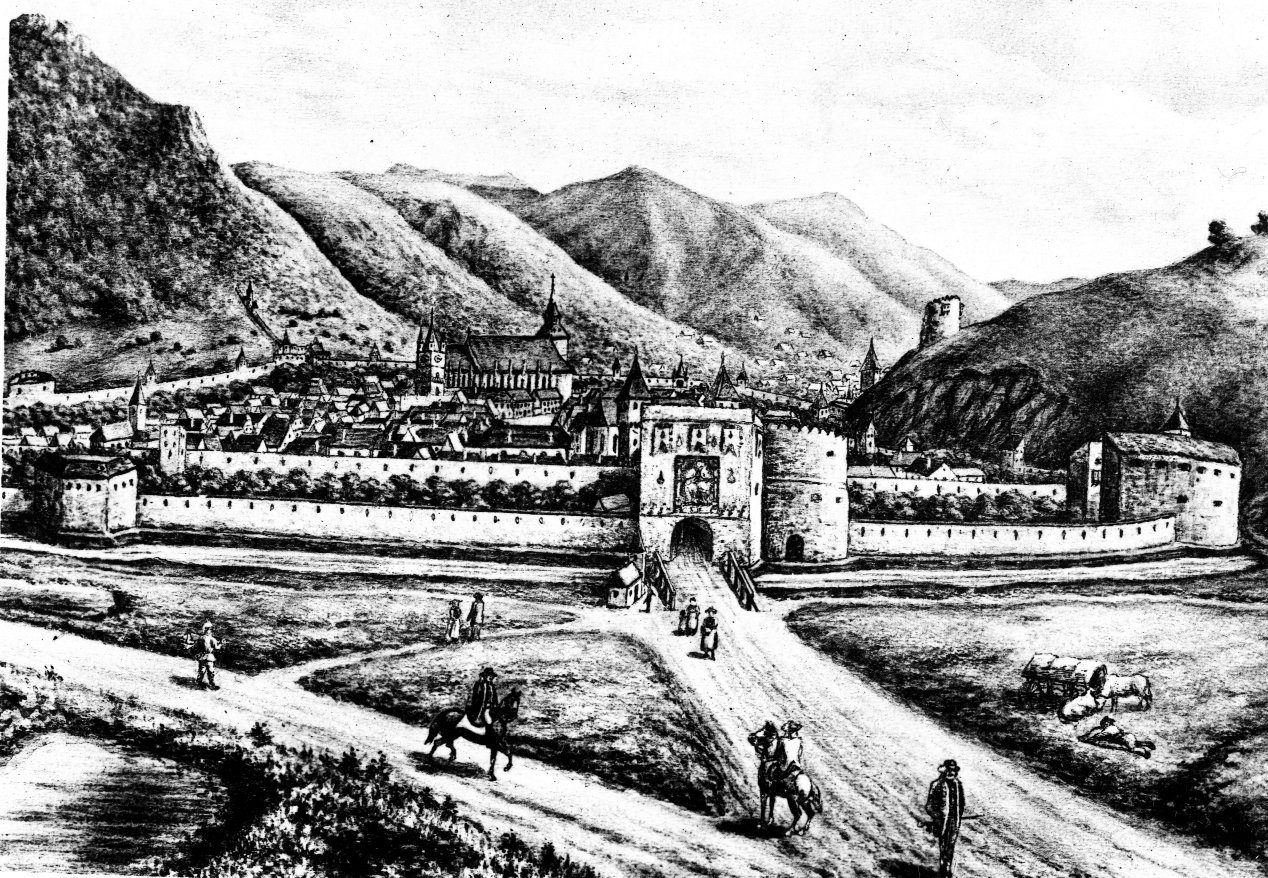
Brașov înaintea incendiului din 1689

Incendiul din 1689 este considerat de istorici cel mai mare, sau (după invazia turcească din 1421) al doilea dezastru ca mărime din istoria Brașovului. În timp ce orașul a fost reconstruit în șase ani de la distrugerea din 1421, după incendiul din 1689, restaurarea a durat câteva decenii, iar în cazul unor clădiri, aproape un secol.
Incendiul s-a soldat cu aproximativ 300 de morți și a distrus aproape complet centrul istoric și o parte din Șcheii Brașovului, inclusiv bunuri culturale și proprietăți ale cetățenilor. Cauza izbucnirii incendiului este încă o chestiune de dezbatere în rândul istoricilor: unii spun că a fost o incendiere intenționată, alții spun că a fost un accident. Șapte martori au scris relatări despre eveniment; cea mai detaliată descriere provine din condeiul preotului Marcus Fronius. Cronicarul Mihály Cserei (1667–1756) a consemnat de asemenea dezastrul.

## Context

### Incendiile anterioare
Incendii din ce in ce mai mari au izbucnit in Brașov și în anii anteriori; În 1519, de exemplu, o mare parte din Strada Porții (în prezent Republicii) și Poarta Principală din Brașov au ars, iar în 1641, bastionul Funarilor și alte patruzeci și cinci de clădiri au ars. Cu toate acestea, „marele” incendiu din 1689 le-a depășit pe cele precedente nu numai în ceea ce privește cantitatea de distrugere, ci și în cantitatea de relatări, descrieri și predici create cu ocazia dezastrului.

### Teoria incendierii intenționate
În urma declarației din 1688 de la Făgăraș, stăpânirea turcă în Transilvania a luat sfârșit, iar dominația habsburgică i-a luat locul. Generalul Antonio Caraffa a fost numit guvernator militar al Transilvaniei cu sarcina de a pregăti integrarea regiunii în provinciile habsburgice. Orașul Brașov a rezistat însă: populația s-a revoltat împotriva stăpânirii austriece și a administrației orașului și a atacat trupele care se apropiau. Principalele cauze ale rezistenței și conflictelor au fost mândria cetățenilor sași, antagonismul religios dintre sașii luterani și austriecii catolici și perspectiva unor taxe semnificative. Cetatea orașului a fost în cele din urmă capturată de armatele imperiale, conducătorii răscoalei au fost executați, iar soldații austrieci au fost cazați în oraș.
Mai mulți istorici cad de acord că incendiul a fost rezultatul incendierii deliberate de către austrieci, care doreau să se răzbune pe Brașov pentru rezistența din 1688. Aceasta se bazează în principal pe mărturiile independente ale martorilor oculari, conform cărora au văzut semne de incendiu, flăcările au izbucnit în mai multe locuri relativ îndepărtate în același timp, iar soldații au împiedicat mai degrabă decât au ajutat stingerea sa și salvarea orașului. Cu toate acestea, istoricul de artă Ágnes Bálint Ziegler avertizează împotriva acceptării relatărilor martorilor oculari, deoarece acestea pot fi caracterizate de toposul că „inamicul” este în mod necesar învinuit pentru apariția unui dezastru. Austriecii nu aveau niciun interes în distrugerea orașului de importanță economică și strategică, cu atât mai puțin în pierderea propriilor provizii.

## Incendiul propriu-zis
Incendiul din 21 aprilie 1689 a izbucnit la orele după-amiezii în porțiunile inferioare ale străzii Castelului de astăzi și străzii Nicolae Bălcescu de astăzi; concomitent a izbucnit un incendiu la Poarta Ecaterina, care s-a extins în direcția străzii Barițiu de astăzi. După un timp, întreaga parte a orașului din partea Tâmpei a fost în flăcări, iar apoi flăcările au continuat să se extindă spre nord și au ajuns chiar și la clădiri izolate, precum primăria. Motivul răspândirii rapide a incendiului a fost vântul puternic, faptul că unele dintre case și ateliere erau construite din lemn, iar sursele de apă erau puține în oraș.
Cetățenii au încercat inițial să stingă flăcările, dar după ce au văzut că eforturile lor sunt zadarnice, au fugit în afara zidurilor. În câteva ore, cea mai mare parte a celui mai bogat și mai prosper oraș al Transilvaniei de atunci a fost redus la cenușă. Zidurile și turnurile orașului, majoritatea caselor, atelierelor și depozitelor au fost deteriorate; majoritatea documentelor de arhivă au fost arse, biblioteca fondată de Johannes Honterus (care conținea la acea vreme circa 270 de cărți rare și era considerată una dintre cele mai mari și mai valoroase biblioteci din țară) și alte 13 biblioteci private au fost distruse. Seara, flăcările s-au potolit, dar apoi monumentala biserică luterană (azi Biserica Neagră) a luat foc pe neașteptate; acoperișul a fost sfâșiat, bolta și mobilierul distruse, iar orga și clopotele s-au topit. Incendiul a distrus și o parte din Șcheii Brașovului, o suburbie locuită de români, care locuiau majoritatea în afara porților orașului. Întrucât casele de aici erau aproape toate din lemn, mai multe străzi au ars; cu toate acestea, oamenii au putut să scape cu ușurință fugind în munții din jur.
Martorii estimează numărul victimelor între 200 și 300, care au murit în incendiu sau sub clădirile care se prăbușeau sau s-au sufocat din cauza fumului în timp ce se ascundeau în subsolurile caselor lor. Aceasta reprezenta 5% din populația cetății orașului, care avea la acea vreme era de aproximativ 5.000 de suflete.
Relatările contemporane considerau că arderea bisericii luterane este cel mai mare dezastru; pentru Fronius, aceasta este ca un simbol al pierderii de către oraș a moștenirii sale intelectuale și de clădiri. Istoricii de astăzi consideră că distrugerea bibliotecii lui Honterus este cea mai mare pierdere.
Pe lângă incendiu, la distrugere a contribuit și ploaia care s-a transformat în zăpadă în zilele următoare: casele cu acoperișuri arse s-au spart, iar camerele acestora au fost inundate, făcându-le nelocuibile. În plus, soldații imperiali staționați în oraș - care, potrivit lui Fronius, au împiedicat în mod deliberat lucrările de salvare chiar și în timpul incendiului - ar fi început să jefuiască. Deși jaful gratuit era pedepsit cu moartea, niciun soldat nu a fost executat.

## Reconstrucție
Deoarece majoritatea caselor erau deja construite din piatră la acea vreme, s-au păstrat mulți pereți și multe curți ale caselor (în timpul renovărilor recente, s-au găsit mai mulți pereți, tocuri de ferestre și uși cu date care indică construcția din secolul al XVI-lea, iar multe case au arcuri în stil gotic, arcuri guardiene și detalii renascentiste). Cu toate acestea, cea mai mare parte din șindrila de lemn, grinzile de susținere și echipamentele (inclusiv atelierele) au fost arse. Doar câteva clădiri rămân intacte în oraș, în principal în partea de nord, în jurul bisericii și mănăstirii catolice.
Multă vreme, Brașovul a fost o ruină înnegrită, unde mirosul de fum se simțea de ani de zile, iar un strat de jumătate de metru de pământ negru încă se întindea pe sub toată zona cetății. Principele Mihai Apafi I al Transilvaniei și regele Leopold I al Ungariei i-au scutit pe cetățeni de la plata impozitelor și a contribuțiilor militare timp de câțiva ani pentru a-și putea reconstrui orașul.
Deși rețeaua stradală a păstrat practic condițiile din Evul Mediu, ca urmare a distrugerii, Brașovul și-a pierdut vechiul aspect; cele mai multe dintre clădirile vechi vizibile și astăzi au fost construite în secolele al XVIII-lea și al XIX-lea în stiluri clasicist, baroc și modernist. Primăria, Casa Negustorilor și Bastionul Fierarilor au fost reconstruite în douăzeci de ani, Turnul Alb în patruzeci de ani. Toate au fost finalizate în 1772 cu reconstrucția completă a bisericii mari.
Mai multe incendii au izbucnit ulterior în Brașov în 1718, 1726, 1728 și 1744, distrugând zeci de case. În 1754, administrația orașului a emis un decret conform căruia cetățenii nu puteau construi decât case din cărămidă și piatră. În plus, în loc de șindrilă de lemn, s-a trecut la țigle din ceramică, datorită cărora Brașovul a fost numit și „orașul roșu”.

## Curiozități
- Potrivit unei credințe populare, funinginea depusă pe Biserica Neagră din cauza incendiului i-a dat culoarea neagră și astfel și denumirea. În ciuda acestui fapt, investigațiile din secolul 21 nu au găsit niciun strat care să indice distrugerea incendiului; biserica s-a înnegrit pur și simplu din cauza efectelor asupra mediului.[18] De menționat că denumirea de „Biserica Neagră” nu a fost folosită decât la sfârșitul secolului al XIX-lea, adică la două secole după incendiu,[6] ca o consecință a industrializării orașului.
- Potrivit unei relatări contemporane, incendiul s-a extins de la casa Cziegler la Biserica Neagră, astfel că administrația orașului nu a permis ca nici una din casele refăcute să aibă ferestre spre curtea bisericii timp de aproape un secol.[19]
- Cu ocazia Zilelor Orașului din 2006, actori și cascadori au reînviat câteva scene ale rebeliunii din 1688 și ale incendiului din 1689.[20]